# Brooke Davis
Brooke Penelope Davis er en fiktiv person fra tv-serien One Tree Hill. Hun spilles af den amerikanske skuespillerinde Sophia Bush.